# Kósa Ferenc (filmrendező)
Kósa Ferenc (Nyíregyháza, 1937. november 21. – Budapest, 2018. december 12.) Kossuth- és Balázs Béla-díjas magyar filmrendező, a Magyar Művészeti Akadémia tagja, országgyűlési képviselő, MSZP-s politikus.

## Életpályája
1956-ban érettségizett a nyíregyházi Széchenyi István Közgazdasági Technikumban. 1963-ban végzett a Színház- és Filmművészeti Főiskolán. 1963-tól a Magyar Filmgyártó Vállalat rendezője, majd az Objektív Stúdió egyik alapítója, 1988-tól 1992-ig Szabó Istvánnal együtt művészeti vezetője volt. Játék- és dokumentumfilmjeinek nemcsak rendezője, hanem minden esetben forgatókönyvírója, illetve Sára Sándor több filmjének társírója is volt. Filmjei több hazai és külföldi elismerésben részesültek. Az 1967-es cannes-i filmfesztiválon Tízezer nap című filmjével elnyerte a legjobb rendezés díját, 1969-ben pedig a Budapesti tizenkettő közé választották. 1968-ban Balázs Béla-díjat kapott, 1989-től érdemes művész volt. 1997-ben Magyar Örökség díjjal jutalmazták. Ugyanebben az évben a magyar-japán kulturális kapcsolatok érdekében kifejtett tevékenységéért japán császári kitüntetést kapott. 1991 óta a Nemzeti Alapítvány kuratóriumi tagja volt. A Magyar-Japán Baráti Társaság tiszteletbeli elnöke. Ellenzéki értelmiségiként részt vett az 1985. évi monori és az 1987. szeptemberi lakitelki tanácskozáson. 1989 októberében az MSZMP legnagyobb platformjának, a Reformszövetségnek volt választott vezetője. A Magyar Szocialista Párt (MSZP) megalakulásától a kultúra, a művészetek és a médiaügyek szakértőjeként folyamatosan az országos elnökség tagja volt 2000-ig.
1990 és 2006 között országgyűlési képviselő. 1990–1992 között a parlament kulturális, oktatási, tudományos, sport, televízió és sajtó bizottságában. 1992. október 13. után az átszervezett kulturális, tudományos, felsőoktatási, televízió-, rádió- és sajtóbizottság tagja volt. Az 1994–1998 között a törvényhozás kulturális és sajtó állandó bizottságának alelnöke volt. Az MSZP-frakcióban is a kulturális munkacsoportban dolgozott.
1972-ben házasságot kötött a japán Itomi Shinobuval. Egy gyermekük van, Bálint (1975).
2019. január 11-én kísérték utolsó útjára a budapesti Farkasréti temetőben. A római katolikus szertartáson megjelent többek között Áder János köztársasági elnök, Rétvári Bence államtitkár, Halász Judit, Haumann Péter, Szili Katalin, Molnár Gyula, Szanyi Tibor, Sára Sándor, Szegedi Erika, Sebestyén Márta.

## Filmjei
- 1961 – Etűd egy hétköznapról (rendező)
- 1962 – Jegyzetek egy tó történetéhez… (rendező, forgatókönyv)
- 1962 – Fény (rendező)
- 1967 – Tízezer nap (rendező, forgatókönyv)
- 1967 – Öngyilkosság (rendező, forgatókönyv)
- 1968 – Feldobott kő (forgatókönyv)
- 1970 – Ítélet (rendező, forgatókönyv)
- 1970 – Pro Patria (forgatókönyv)
- 1972 – Nincs idő (forgatókönyv, rendező)
- 1974 – Hószakadás (forgatókönyv, rendező)
- 1977 – Küldetés – Balczó András-portré (rendező, riporter)
- 1981 – A mérkőzés (rendező, forgatókönyv)
- 1982 – Guernica (forgatókönyv, rendező)
- 1986 – Az utolsó szó jogán (rendező, forgatókönyv)
- 1987 – A másik ember (rendező, forgatókönyv)
- 1998 – Taigan – A túlsó part (rendező, forgatókönyv)
- 1998 – Sirakava (rendező, forgatókönyv)

## Könyv
- Csoóri Sándor: Forradás / Csoóri Sándor–Kósa Ferenc: Nincs idő / Ítélet; Magvető, Bp., 1972
- Tíz kérdés – tíz válasz. Beszélgetés dr. Béres Józseffel; lejegyezte Kósa Ferenc; Béres Export-Import Rt., Bp., 1990
- Bihari Mihály–Kósa Ferenc–Pozsgay Imre: Mi történt velünk. Magyarországi sorskérdések, 1987–2014; Éghajlat, Bp., 2014

## Díjai, elismerései
- Balázs Béla-díj (1968)
- Alföld-díj (1987)
- Érdemes művész (1989)
- Magyar Örökség díj (1997)
- Tekintet-díj (2000)
- Hazám-díj (2001)
- Kossuth-díj (2007)
- Magyar Mozgókép Mestere (2008)
- Húszéves a Köztársaság díj (2009)[10][11]
- Prima Primissima díj (2012)
- Kölcsey-emlékplakett (2017)